# Kolona
El jaciment arqueològic de Kolona (en grec, Κολώνας) és un jaciment situat en un pujol de l'illa d'Egina, Grècia.
Se situa a la zona nord-oest de l'illa, en les proximitats de la moderna ciutat d'Egina. El nom de Kolona li'l van posar marins italians que tenien com a referència les columnes del temple d'Apol·lo que podien albirar en aquest lloc.

## Història de les excavacions
L'excavació a gran escala d'aquest lloc es va fer entre 1921 i 1954 sota la direcció de Gabriel Welter, encara que anys abans ja havien excavat el lloc Adolf Furtwängler i Habbo Gerhard Lolling. Després, entre 1966 i 1992, van tenir lloc una altra sèrie d'excavacions dirigides per Hans Walter i des de 1994 aquestes han continuat, organitzades per l'Institut Arqueològic Austríac d'Atenes, sota la direcció de Florens Felten.

## Restes arqueològiques
En aquest lloc es desenvolupà un important assentament prehistòric i també hi destaca el temple d'Apol·lo.

### Prehistòriques
Les primeres restes trobades a Kolona pertanyen al Neolític. Aquest poblat prehistòric va tenir continuïtat amb successius assentaments i va gaudir de prosperitat particularment durant l'edat del coure, cap a 2600-2500 ae. Pertanyen a aquest període nombroses estatuetes d'argila del calcolític que representen figures humanes tant masculines com femenines.

### Edat del bronze

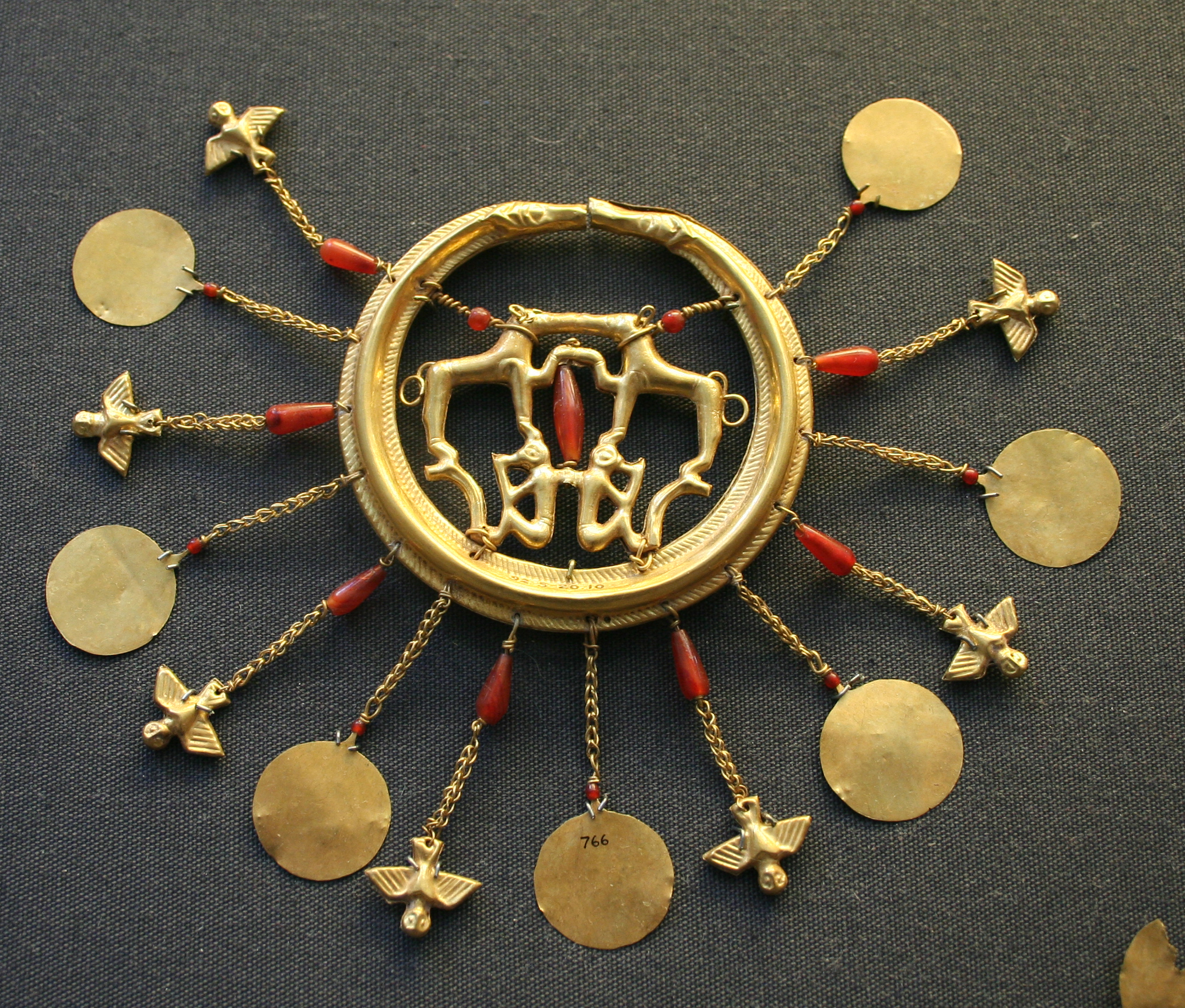
Una de les joies del Tresor d'Egina

D'aquest període suposadament procedeix una destacada col·lecció de joies coneguda com el Tresor d'Egina, que sembla que es trobà en una tomba micènica en circumstàncies que es desconeixen a finals del s. XIX i va ser portat al Regne Unit, on roman des de llavors, al Museu Britànic de Londres.
Al segle XII ae va desaparéixer l'assentament fins al s. X ae, moment en què tornà a ser habitat.

### Èpoques arcaica i clàssica
El santuari d'Apol·lo es va construir a principis del s. VI ae, i tingué gran prosperitat durant els s. VI i V ae. Es tracta d'un temple d'ordre dòric, perípter, d'onze columnes als costats més amples i sis als més estrets, a més de dues columnes en el prónaos i en l'opistòdom. Se'n conserven només els fonaments i una columna monolítica de l'opistòdom. També s'han conservat algunes altres restes d'altres elements del santuari: un altar, un temple d'Àrtemis, un propileu, cases de sacerdots i altres edificis.

### Altres períodes posteriors
S'han conservat restes de la fortificació que es va construir al s. III de per fer front als atacs dels bàrbars. En aquesta s'empraren restes dels edificis del santuari.
A banda i banda del cap també anomenat Kolona se situaven en l'antiguitat dues zones portuàries, una al nord i una altra al sud, de manera que la zona meridional tenia al seu torn dos ports, un probablement amb funció militar i l'altre amb funció comercial. Aquest últim és al mateix lloc on es troba actualment el port d'Egina. Pel que fa a la zona septentrional, es pensa que va ser la primera a ser utilitzada però, potser a causa del canvi en el nivell del mar, també fou la primera a abandonar-se. La cronologia del sistema portuari, però, no ha estat encara prou estudiada.

## Museu

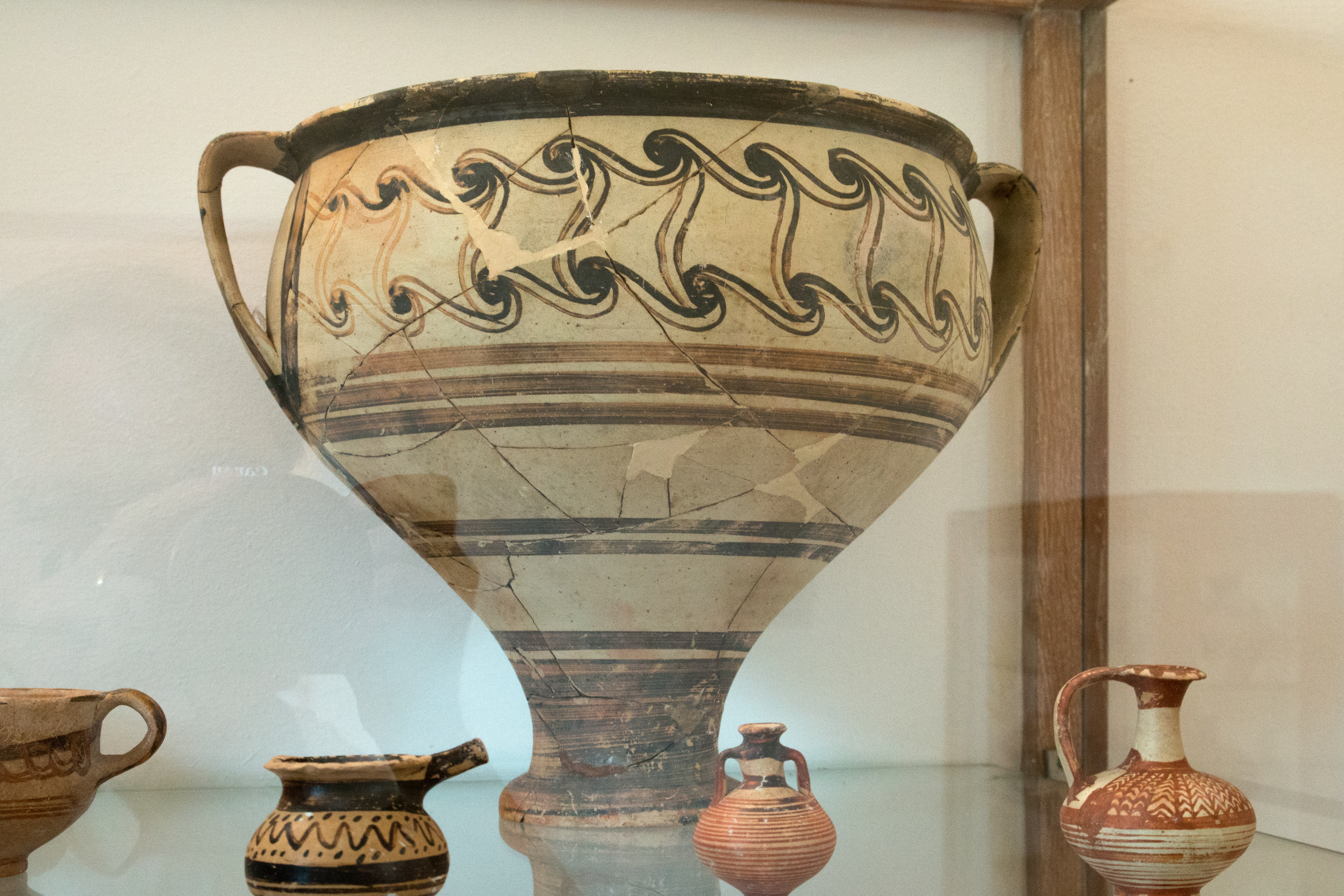
Algunes peces de ceràmica del període micènic que exhibeix el Museu Arqueològic d'Egina

Al costat d'aquest jaciment arqueològic es troba el Museu Arqueològic d'Egina, que exposa restes la procedència de les quals és sobretot del jaciment de Kolona. Abasta una cronologia que va des de la prehistòria fins al final de l'època romana. Hi destaquen les abundants peces de ceràmica i algunes escultures, a més d'una inscripció que fa referència al temple d'Afea.